# ريكس دوكري
ريكس دوكري (بالإنجليزية: Rex Dockery)‏ هو مدير فني أمريكي، ولد في 7 فبراير 1942 في كليفلاند في الولايات المتحدة، وتوفي في 12 ديسمبر 1983.

## وصلات خارجية
- ريكس دوكري على موقع قاعة تينيسي للمشاهير الرياضية (الإنجليزية)